# Leo Esaki
Leo Esaki, izvorno Reiona Esaki (Osaka, 12. ožujka 1925.), japanski fizičar. Od 1960. do 1976. radio u SAD-u, potom bio član ravnateljstva IBM-a za Japan, od 1992. predsjednik Sveučilišta u Tsukubi (Japan). Istraživao svojstva poluvodiča i pojavu supravodljivosti. Na temelju kvantnoga tunelskog učinka, kojim elektroni prolaze kroz energijsku barijeru, konstruirao 1957. poluvodičku diodu posebnih svojstava, nazvanu tunelskom ili Esakijevom diodom, koja je bila prvi aktivni poluvodički element u mikrovalnoj tehnici. Za istraživanje tunelskog učinka u poluvodičima i supravodičima podijelio s I. Giaeverom i B. Josephsonom Nobelovu nagradu za fiziku 1973.

## Tuneliranje
Tuneliranje, tunelski efekt ili tunelski učinak  je kvantnomehanička pojava pri kojoj postoji vjerojatnost da elementarna čestica svlada prepreku (potencijalnu barijeru) kada to zakoni klasične fizike ne dopuštaju. Primjerice, pri naletu čestice na središte odbojne sile kojoj je potencijalna energija veća od kinetičke energije čestice, klasično je moguće samo odbijanje čestice. Ipak, zahvaljujući valnim svojstvima koja kvantna mehanika pridjeljuje elementarnim česticama, valna funkcija čestice ne iščezava ni u samoj barijeri, ni iza nje. Stoga postoji određena vjerojatnost (dana kvadratom modula valne funkcije) da se čestica nađe i u klasično zabranjenim područjima prostora. Ta vjerojatnost ovisi o visini i širini barijere, a pokusi potvrđuju da je, pri naletu mnoštva čestica, broj onih koje prođu barijeru proporcionalan kvantno-mehanički izračunanoj vjerojatnosti. 
Tuneliranjem su protumačene mnogobrojne pojave u nuklearnoj i atomskoj fizici, poput alfa raspada atomskih jezgri (George Gamow, 1928.), spontane nuklearne fisije, emisije elektrona iz metalnih površina u supravodičima. U posljednjem slučaju riječ je o posebnom tipu tuneliranja vezanom uz energijski procijep i promijenjenu gustoću stanja za normalno vodljive kvazičestice u supravodiču. Struja elektrona koji prolaze tuneliranjem kroz potencijalnu barijeru našla je primjenu u pretražnom mikroskopu s tuneliranjem, kojom se ispituje elektronska struktura površina vodljivih uzoraka.

### Esakijeva ili tunelska dioda
Esakijeva ili tunelska dioda koristi se kao brza sklopka ili oscilator, a Gunnova dioda (po britanskom fizičaru Johnu Battiscombeu Gunnu, 1963.) kao oscilator, pojačalo i modulator na vrlo visokim frekvencijama, u području takozvanih mikrovalova. Kod tunelskih dioda dolazi na uskom zapornom sloju do efekta tuneliranja kod čega slobodni elektroni i šupljine prelaze s jedne na drugu stranu PN-spoja kod malih napona. Tunelske diode rabe se u oscilatorima velikih frekvencija do 10 GHz. Odonos između struje Ip i Iv iznosi Ip/Iv = od 5 do 10.